# 行銷企劃
行銷企劃（Marketing communications）也稱為行銷傳播，簡稱marcom，是指組合性的使用不同的行銷媒介及工具，可以指行銷方式或是從事此領域的人員。行銷沟通渠道（communication channels）是指企業傳播訊息給其目标受众或是一般受众的方式。行銷的沟通工具包括廣告、個人銷售、直銷、贊助、推廣及公共關係等。
行銷企劃的工具稱為营销组合。銷售產品的营销组合是由4個英文由P開頭的字：價格（Price）、推廣（Promotion）、地點（Place）及產品（Product）來組成，銷售服務的营销组合則會由7個P組成，除了價格、推廣、地點及產品外，還包括人（People）、有形展示（Physical evidence）及流程（Process）。
营销计划會識別主要的機會、風險、強項和弱點（SWOT分析），設定目標，展開執行計劃以達到商業目標。4P的每一個部份都會有其目標。例如價格的目標是要使其產品或服務在特定區域內比競爭者的同等產品或服務要低，以增加銷售。這會造成市場上顯著的變化，因為顧客會傾向購買價格較低的產品或服務。而價格也是行銷中重要的因素之一，會讓市場往正面或是負面的方向變化。